# Alizarine
Alizarine of alizarinerood is een rood pigment dat oorspronkelijk uit de wortels van meekrap (Rubia tinctorum) gewonnen werd, maar tegenwoordig vooral synthetisch gemaakt wordt uit ftaalzuuranhydride en ortho-hydrochinon onder katalyse van een lewiszuur of door oxidatie van antraceen.
Alizarine is bijzonder geschikt voor het verven van textiel en leer. Het pigment wordt in de schilderkunst ook wel kraplak genoemd. Het werd ook veel toegepast in de uurwerkindustrie en dan speciaal op vroege Friese staartklokken die veelal werden gemaakt van eikenhout en door de toepassing van meekrap de bekende oranje-rode kleur kregen die veel op mahoniehout lijkt.

## Meekrap
Meekrap werd al in de oudheid verbouwd om er een verfstof uit te winnen, met name in Zuid-Azië en Egypte, waar het reeds in 1500 voor Chr. is aangetroffen. Het is een van de meest stabiele natuurlijke kleurstoffen. Meekrap werd waarschijnlijk al in de veertiende eeuw in Zeeland verbouwd en werd eind 17e eeuw het belangrijkste gewas.

De structuur van het alizarine-aluminiumcomplex

De plant heeft dikke wortelstokken en zeer lange dunne bijwortels. Deze laatste bevatten een à twee procent van de grondstof van de kleur. De wortels werden gedroogd door verhitting in een stoof en daarna verpulverd tot een poeder. Na de ontdekking van synthetisch alizarine ging de meekrapteelt in de late negentiende eeuw ten onder.

## Verwerking van meekrap tot het pigment
De stof die uit de bijwortels van de meekrap wordt gewonnen heeft een wat fletse oranje kleur. Daarom werd in Europa na 1730 een bewerkingsmethode toegepast die overgenomen was uit Klein-Azië. Het poeder leverde na inwerking door waterdamp en zwavelzuur een rode verfstof op, de garancine. De kleur daarvan kon gevarieerd worden door precipitatie met aluminiumhydraat of kalkspaat. De kleurstof gaat met het aluminiumhydraat een chemische verbinding aan. Intense helderrode tinten in textiel heetten "Turksrood" en werden verkregen door de textielvezels eerst met een olie te bewerken en daarna met een beits waarop in vele kleurgangen de tint op sterkte gebracht werd en componenten van purpurine en pseudopurpurine met kalk werden gebonden zodat ze de kleur niet konden verdonkeren.
Dieren die meekrapwortels gevoerd werden, kregen roze botten; de stof verbond zich met het calcium. Onderzoek naar dit verschijnsel leidde al in de achttiende eeuw tot verbeterde inzichten in het proces van botopbouw.
In 1804 ontdekte de Engelse verfmaker George Field dat de kleur van meekrap stabieler werd door een aluin als een substraat te gebruiken waarop de kleurstof neersloeg. Hierdoor werd het een vast en onoplosbaar pigment, met een meer permanente kleur. De bereidingswijze was vrij eenvoudig en bestond uit het verhitten in water van twee delen aluin met drie delen meekrappoeder. Ongeveer gelijktijdig ontwikkelde Henry Englefield een gelijksoortige methode. Als pigment vond kraplak hierop een ruimere toepassing in de schilderkunst.
Door toevoeging van metaalzouten ontdekte men in de jaren daarna dat er diverse andere kleuren van konden worden gemaakt, variërend van oranje tot roze. Die verkleuring is het gevolg van de vorming van zouten en complexen met metaalionen. Een verbinding met magnesium leverde een gewilde purperen tint op, het relatief lichtechte "alizarineviolet". Verwarrend is dat purpurine ook wel als "alizarineviolet" werd aangeduid. Tin verschaft meer gelige tinten en ijzer of chroom bruinige. In vroeger eeuwen wist men al dat meekrap niet in ijzeren vaten mocht worden verwerkt, omdat de kleur dan bruin werd. In de negentiende eeuw werden ook veel gebrande kraplakken geproduceerd door de stof tot boven de 100 °C te verhitten, wat meer donkerrode tinten oplevert.

## Synthese
In 1826 ontdekte de Franse chemicus Pierre-Jean Robiquet dat meekrapwortels twee kleurstoffen bevatten, namelijk het rode alizarine en het snel verblekende purpurine. In 1868 werd alizarine de eerste oorspronkelijk natuurlijke verfstof ooit die synthetisch nagemaakt werd, toen de Duitse chemici Carl Graebe en Carl Lieberman, in het laboratorium van BASF alizarine (1,2-dihydroxyantrachinon) maakten uit steenkoolteer, antraceen, door een behandeling met achtereenvolgens kaliumdichromaat en geconcentreerd zwavelzuur. De chemische formule is C14H8O4. In 1871 begon de industriële fabricage en werd de natuurlijke kraplak, waarvan in 1868 nog zeventigduizend ton geproduceerd was, grotendeels verdrongen. Om de meekrapboeren te steunen bleef de Franse regering tot de Eerste Wereldoorlog de uniformbroeken in het tenue van het leger rood verven, ondanks de slechte camouflage die hiervan het gevolg was. De wereldproductie bedroeg rond 1996 meer dan 7000 ton. In Nederland gingen de Zeeuwse boeren over op de teelt van suikerbieten.

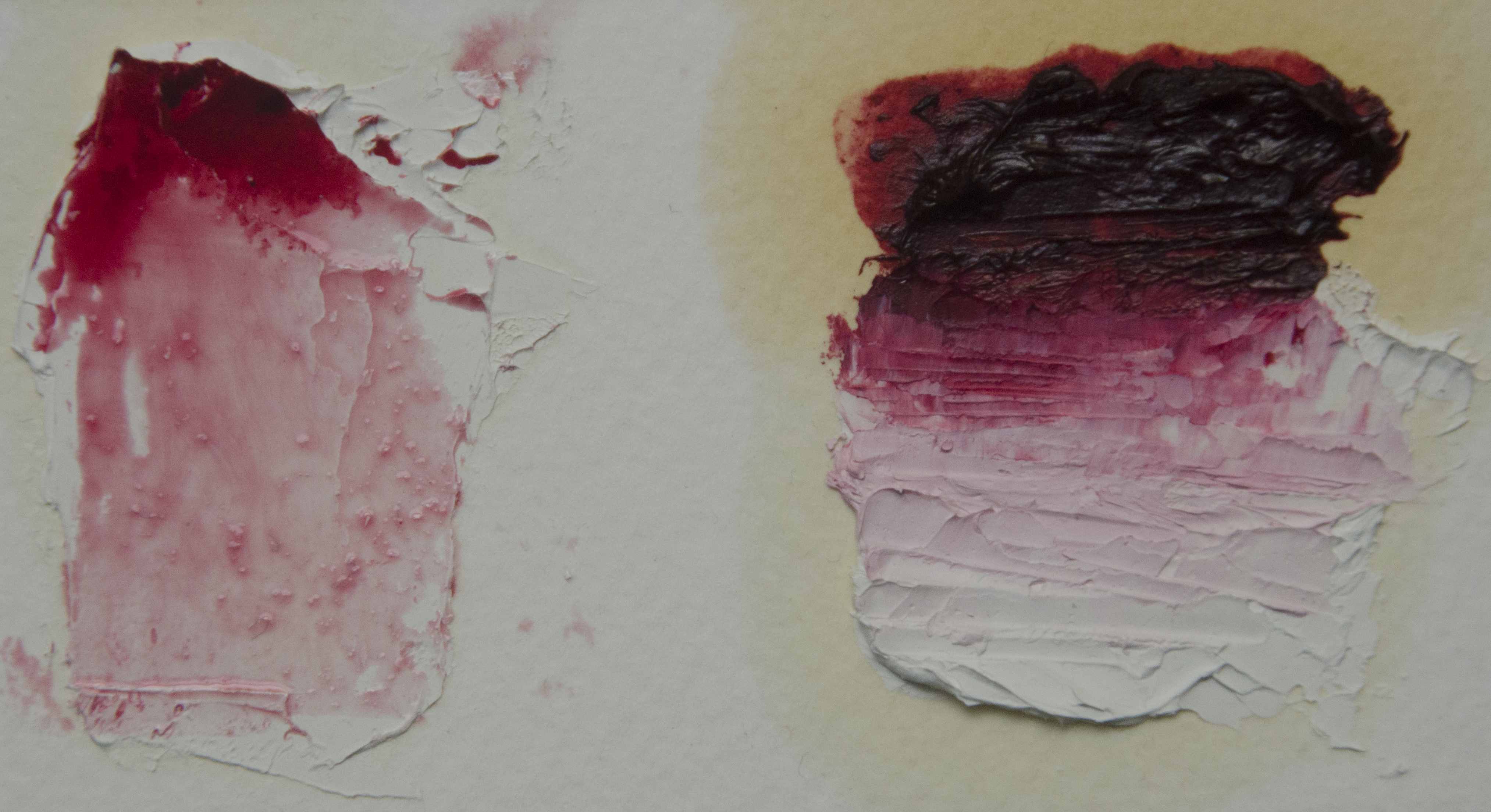
Synthetische alizarine in olieverf: een standolieglacis op zinkwit links en de massatint rechts

In het laboratorium is de verbinding te synthetiseren uit ftaalzuuranhydride en o-hydrochinon of 1,2-didroxybenzeen onder katalyse van een lewiszuur zoals aluminiumchloride. Het reactiemechanisme dat hier gebruikt wordt heet Friedel-craftsacylering. Ook verloopt de reactie onder katalyse van protonen als lewiszuur waardoor zwavelzuur ook als katalysator voor deze reactie gebruikt kan worden.
Rond 1900 lieten verffabrikanten soms als een soort fantasienaam de aanduiding van allerlei synthetische pigmenten met "alizarine" beginnen, hoewel die niets met het echte alizarine te maken hadden.

## Toepassing
De uit meekrap gewonnen kraplak werd al sinds de dertiende eeuw als glacerende rode lak in de schilderkunst gebruikt, een alternatief voor het veel duurdere kermes. De kleur was doffer dan kermes en veel minder lichtecht, vooral de meer oranjerode varianten. Bij de meeste oude schilderijen is de kraplak grotendeels verbleekt. Een probleem bij de verwerking was het lage soortelijk gewicht. Bij het zelf wrijven van verf zoals alle schilders toen deden, dreigde de stof al door de beweging van de wrijfsteen te verstuiven. Schilderboeken raadden aan dit te voorkomen door het meekrappoeder eerst te binden met lijmwater.

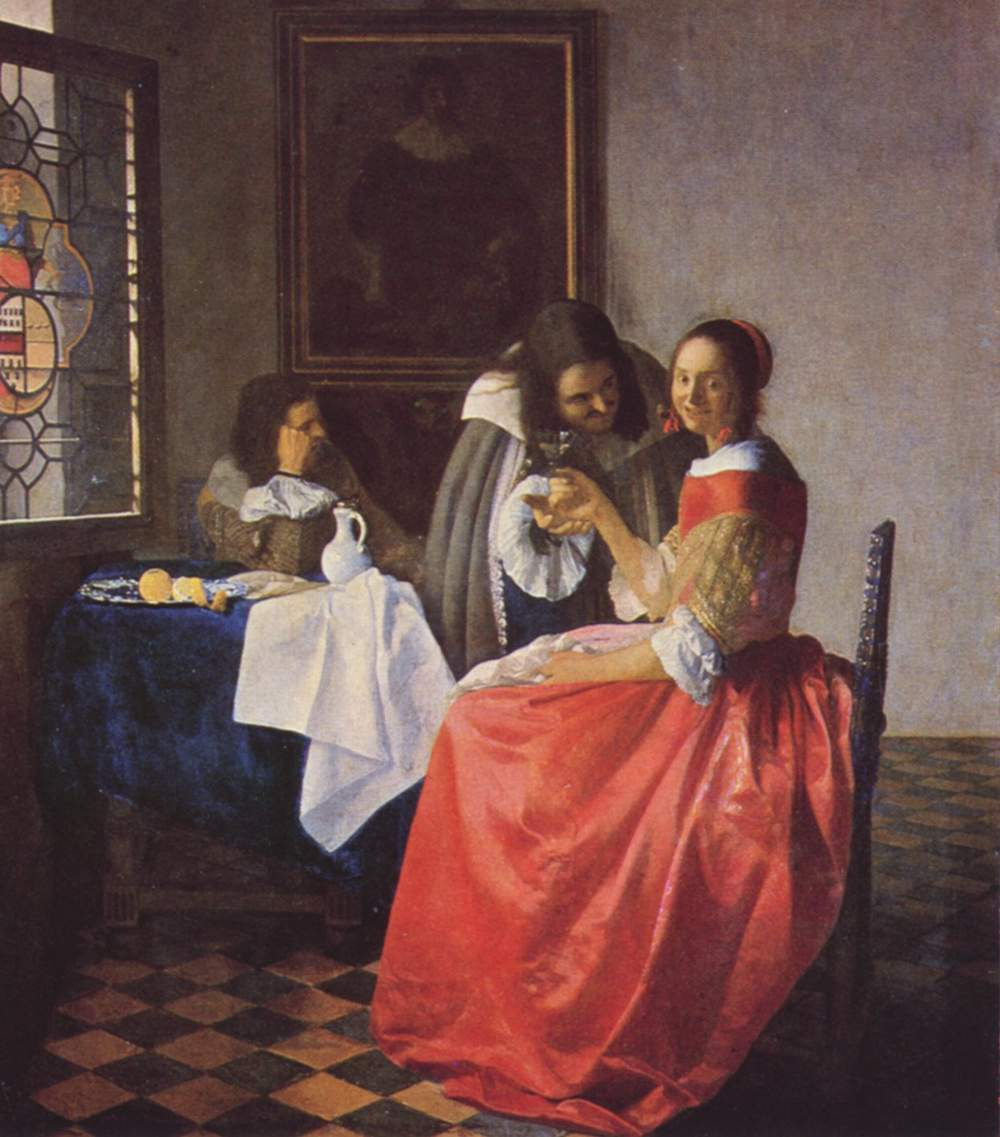
De jurk van Vermeers Dame en twee heren is geschilderd in kraplak

Synthetische alizarine werd na 1880 al snel het dominante purperrode pigment in de schilderkunst. Het verdrong in die functie cochenille, hoewel het product zonder purpurine wat doffer was. Problematisch bleef echter de lichtechtheid. Hoewel de kleur in dikkere lagen olieverf redelijk kleurecht was, kon het pigment in dat medium in glacislagen en sterke mengingen met wit relatief snel verbleken. Zeer matig was de lichtechtheid in aquarel, gouache en pastel. In die media kan binnen een tiental jaren door blootstelling aan daglicht de helft van het pigment vernietigd worden. Dit werd echter door de kunstenaars geaccepteerd omdat er geen goed alternatief was. Tinten in de sector rood tot magenta konden zonder kraplak niet verzadigd benaderd worden tenzij door weliswaar goedkope maar extreem slecht lichtechte rhodaminen. Fabrikanten brachten vaak een veelheid aan varianten uit onder allerlei namen als "kraplakroze" en "karmijn", die van producent tot producent verschilden in samenstelling, tint, kleurkracht, lichtechtheid en transparantie.

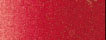
In aquarel is alizarine weinig verzadigd

De purperen variant van alizarine werd vaak aanbevolen als een geschikt primair "rood". In die functie werkte het vooral in een transparante glacis, wat de verzadiging vergrootte en de tint meer naar magenta bracht. Voor aquarel en gouache, waarin zich geen echt glacis vormt, was alizarine dus minder bruikbaar als primaire kleur. Door het zwemen naar magenta was het pigment goed geschikt om met ultramarijnblauw paarse en violette tinten te mengen. Die dreigden echter door de zwakke lichtechtheid uiteindelijk weer tot blauw te verbleken. Dat schiep weer een markt voor de zeer lichtechte kobaltvioletten, ondanks hun hoge prijs en ten dele giftigheid.
Na 1958 werden chinacridonen op de markt gebracht, kleurstoffen die superieur zijn aan alizarine in lichtechtheid, kleurbereik en verzadiging. Deze verdrongen alizarine al snel in het industriële gebruik. Nadat hun prijs gedaald was zouden ze ook in toenemende mate in de schilderkunst dominant worden. Verftuben die onder de naam "alizarinekraplak" of alizarine crimson op de markt gebracht worden, zijn tegenwoordig meestal een hue of imitatie die op een chinacridon gebaseerd is. Sommige fabrikanten, zoals Royal Talens, hebben het pigment alizarine inmiddels uit het assortiment verwijderd.

## Eigenschappen
Alizarine is naar huidige normen matig lichtecht. Het reageert niet met andere pigmenten. De prijs van synthetisch alizarine is laag. Het is niet acuut giftig maar wordt niet gebruikt in de voedingsindustrie omdat het licht kankerverwekkend is. Als poeder moet het niet ingeademd worden en het kan de huid irriteren. De kleurkracht van het pigment is zeer hoog, waardoor het een kleur is die snel het palet van de kunstschilder kan gaan overheersen. Het is bloedend. In olieverf is het pigment sterk transparant, waardoor de kleur goed voor glaceren gebruikt kan worden. De kleur droogt erg langzaam in olieverf doordat wegens een geringe deeltjesgrootte veel olie nodig is. Zijn de deeltjes te klein, zodat een colloïdale oplossing ontstaat of benaderd wordt, kan tubeverf na verloop van tijd makkelijk verdikkend gelatineren. Dit levert een extreem "korte" verf op die lastig met kwast of penseel valt te verwerken maar goed met een schildermes. Alizarine is goed bestand tegen de meeste organische oplosmiddelen. Het lost moeilijk op in water, eenvoudig in alcoholen. De kalkechtheid is dubieus; het wordt meestal afgeraden het pigment voor fresco te gebruiken of in het algemeen in een buitenverf. In acrylverf werd het pigment al van begin af aan weinig toegepast omdat dit medium alkalisch is. In de Colour Index is de textielverf Mordant Red 11 en de kunstschildersverf Pigment Red 83.